# Shanghai Pudong Development Bank
Pour les articles homonymes, voir SPD (homonymie).

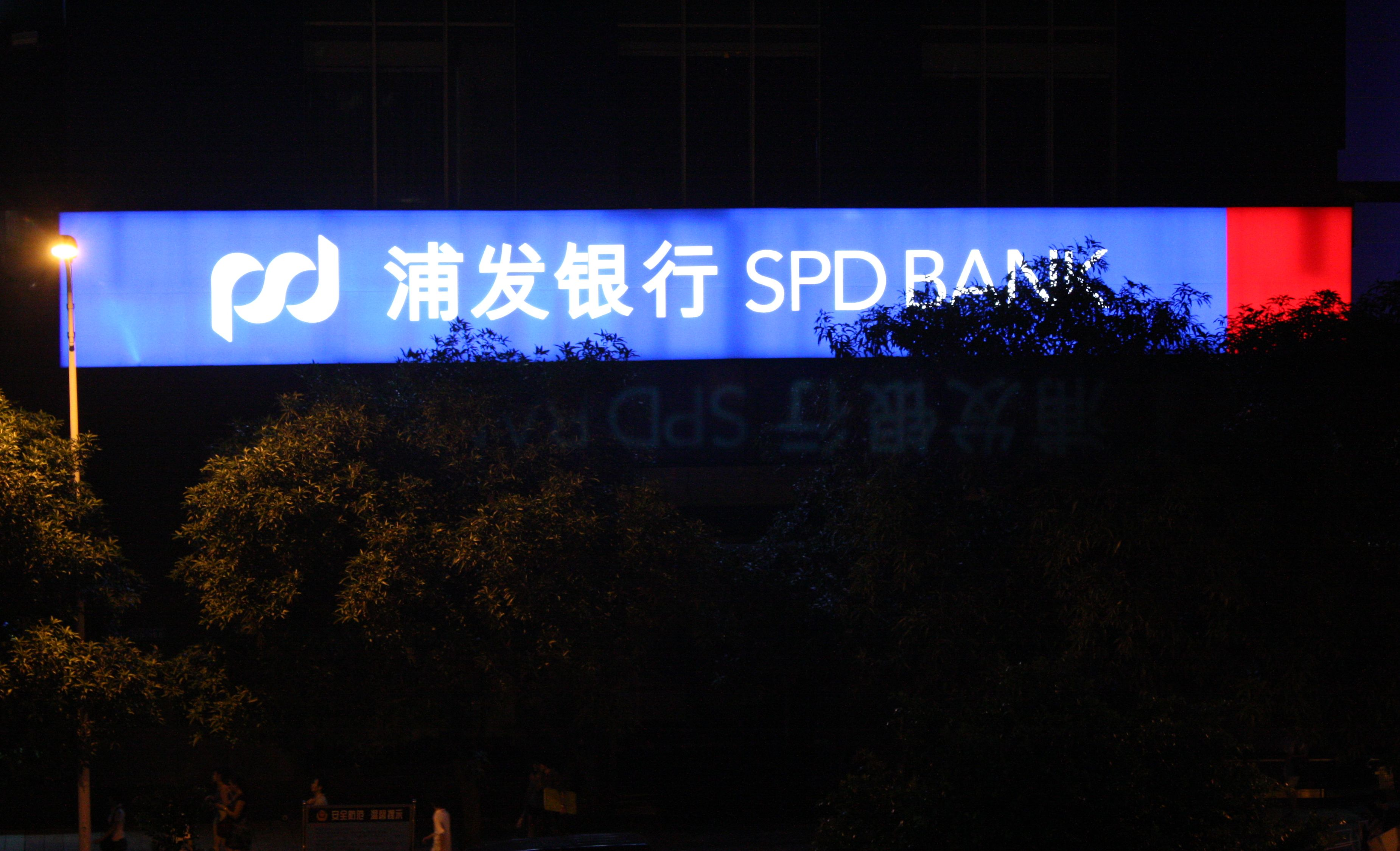
SPD-Bank à Guangzhou

Shanghai Pudong Development Bank (chinois simplifié : 上海浦东发展银行 ; chinois traditionnel : 上海浦東發展銀行 ; pinyin : Shànghǎi Pǔdōng fāzhǎn yínháng) est une banque créée pour permettre de financer le développement du Pudong, un grand quartier d'affaires de Shanghai alors à l'état de projet.